# Simone Inzaghi
Simone Inzaghi (Placência, 5 de abril de 1976) é um treinador e ex-futebolista italiano que atuava como centroavante. Atualmente comanda o Al-Hilal, da Arábia Saudita.
É irmão do também treinador e ex-atacante Filippo Inzaghi.

## Carreira como jogador
Começou a carreira no Piacenza, assim como o irmão Filippo Inzaghi. Jogou em vários times pequenos da Itália, como Carpi, Novara, Lumezzane e Brescello, até retornar ao Piacenza na temporada 1998–99, onde se destacou e na temporada seguinte foi contratado pela Lazio.
No time romano, Inzaghino, como é apelidado, jogou oito temporadas, até se transferir na temporada 2007–08 para a Atalanta.
Inzaghi também atuou pela Seleção Italiana, na qual disputou apenas três partidas, sendo que a sua estreia aconteceu no dia 29 de março de 2000, em um amistoso contra a Espanha. Deixou a Azzurra no dia 23 de maio de 2003, após uma derrota contra a Suécia.

## Carreira como treinador

### Lazio
Após pendurar as chuteiras, Simone Inzaghi continuou na Lazio, onde inicialmente comandou a equipe Sub-20 e na reta final da temporada 2015–16 assumiu a equipe principal, substituindo Stefano Pioli. Deixou a equipe no dia 27 de maio de 2021. Conquistou a Copa da Itália de 2018–19 pelo clube, além dos títulos da Supercopa da Itália de 2017 e 2019.

### Internazionale
Após semanas de especulações, no dia 3 de junho de 2021 foi anunciado como novo treinador da Internazionale.

#### 2021–22
Conquistou seu primeiro título pela equipe no dia 12 de janeiro de 2022, após a Inter vencer a Juventus e faturar a Supercopa da Itália de 2021. Sagrou-se campeão novamente no dia 11 de maio, mais uma vez contra a Juventus, dessa vez pela Copa da Itália. Com Inzaghi a Inter quebrou um jejum de 11 anos, já que não conquistava a competição desde a temporada 2010–11.
Em 21 de junho de 2022, renovou seu contrato com a Inter até 2024.

#### 2022–23

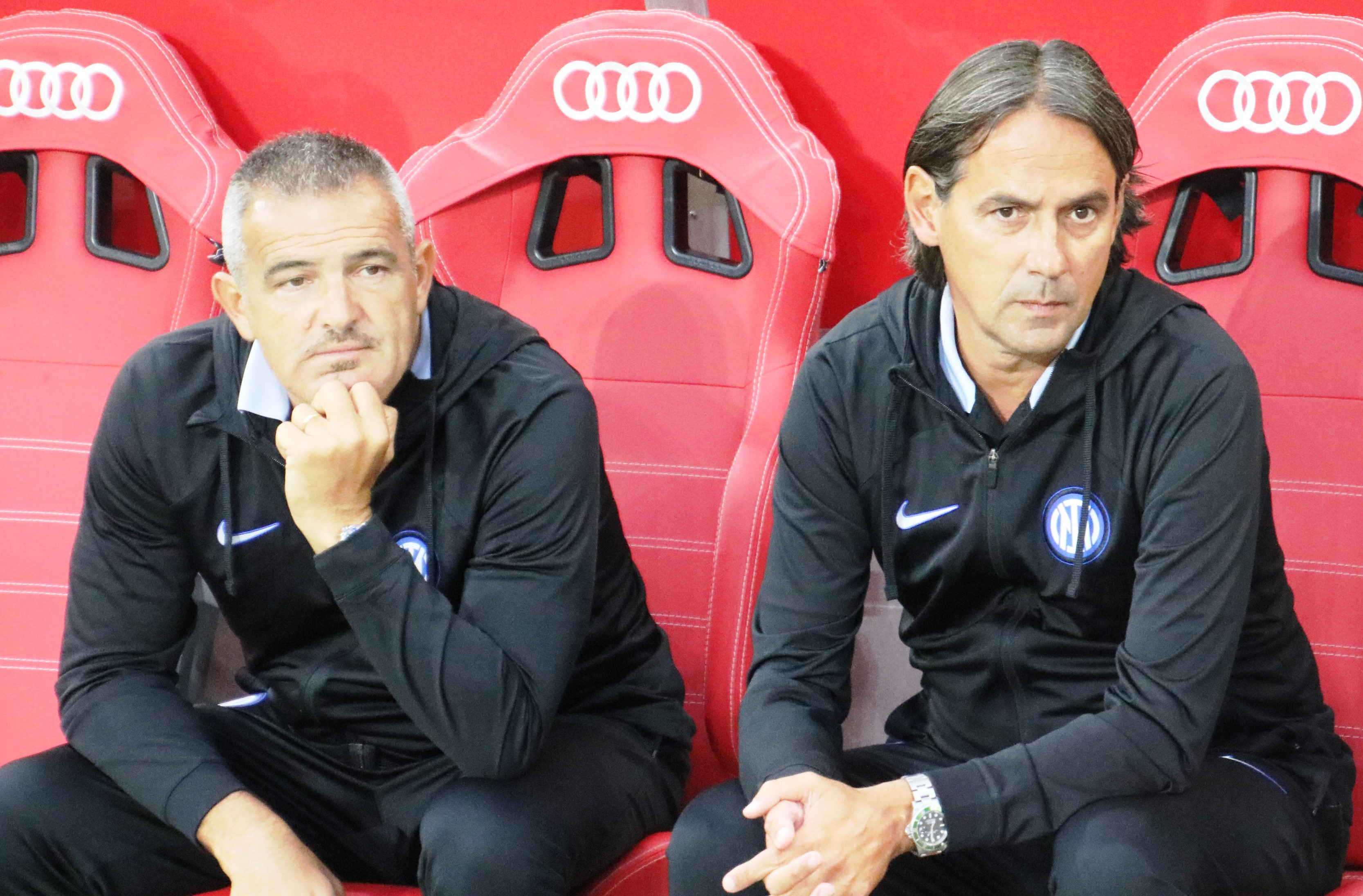
Inzaghi e seu auxiliar Massimiliano Farris em 2023

Muito contestado pelos resultados ruins na temporada 2022–23, Inzaghi comandou a Internazionale numa grande vitória no dia 11 de abril, quando o clube italiano venceu o Benfica por 2–0 no Estádio da Luz, em jogo válido pelas quartas de final da Liga dos Campeões da UEFA. Após a partida, o técnico declarou que estava satisfeito e fez questão de exaltar o comprometimento dos seus jogadores.
Apesar da campanha inconsistente na Serie A, o clube alcançou a final da Liga dos Campeões depois de 13 anos, após derrotar o rival Milan nos dois jogos da semifinal: os Nerazzurri venceram por 2–0 na ida e por 1–0 na volta. Inzaghi coroou o bom desempenho na temporada ao conquistar a Copa da Itália, seu terceiro título da competição como treinador. Na final realizada no Estádio Olímpico, no dia 24 de maio, a Inter contou com dois gols do argentino Lautaro Martínez para superar a Fiorentina por 2–1.
Já na final da Liga dos Campeões, realizada no dia 10 de junho, a Internazionale acabou sendo derrotada por 1–0 para o Manchester City. Apesar do revés, o treinador elogiou o grande jogo da equipe e afirmou estar orgulhoso dos seus jogadores pela grande temporada do clube.

#### 2023–24
Após iniciar a temporada com 100% de aproveitamento na Serie A, Inzaghi teve o seu contrato renovado no dia 5 de setembro, assinando um novo vínculo válido até 2025. Em dezembro, chegou a balançar no cargo após a Inter ser eliminada nas oitavas de final da Copa da Itália pelo Bologna. No entanto, a equipe deu a volta por cima no dia 22 de janeiro de 2024, ao vencer o Napoli na final da Supercopa da Itália. Inzaghi conquistou seu quinto título de Supercopa e se isolou como o treinador com mais títulos na história da competição, ultrapassando Marcello Lippi e Fabio Capello.
Na Liga dos Campeões da UEFA, enfrentou o Atlético de Madrid de Diego Simeone nas oitavas de final, em março, e mesmo após vencer o jogo de ida por 1–0 e sair vencendo pelo mesmo placar no jogo de volta, a equipe de Inzaghi sofreu dois gols e foi eliminada nos pênaltis.
Apesar das eliminações nas outras competições, o clube teve um grande desempenho na Serie A. Simone Inzaghi e seus comandados conquistaram o título no dia 22 de abril, com cinco rodadas de antecedência, após uma vitória por 2–1 sobre o rival Milan. Os Nerazzurri chegaram ao 20º Scudetto de sua história, e Inzaghi conquistou seu primeiro título de liga como treinador.

### Al-Hilal
Em 4 de junho de 2025, o Al-Hilal anunciou a contratação do italiano Simone Inzaghi. O clube saudita informou que o contrato de Inzaghi tem validade de dois anos, até a temporada 2026/27. No clube saudita, Simone Inzaghi virou o segundo treinador mais bem pago do mundo. De acordo com o jornal L'Equipe, o italiano vai receber um salário de 29 milhões de dólares (cerca de R$ 167 milhões) por ano no clube árabe.

## Estatísticas como treinador
Atualizadas até 3 de julho de 2025
| Equipe         | Período   | Jogos | Vitórias | Empates | Derrotas | Aproveitamento |
| -------------- | --------- | ----- | -------- | ------- | -------- | -------------- |
| Lazio          | 2016–2021 | 251   | 134      | 45      | 72       | 59.36%         |
| Internazionale | 2021–2025 | 217   | 141      | 41      | 35       | 71.27%         |
| Al-Hilal       | 2025–     | 4     | 2        | 2       | 0        | 66.67%         |
| Total          | 2016–     | 472   | 277      | 88      | 107      | 64.9%          |

## Títulos como jogador
Novara
- Serie C2: 1995–96

Lazio
- Supercopa da UEFA: 1999
- Serie A: 1999–00
- Copa da Itália: 1999–00, 2003–04 e 2008–09
- Supercopa da Itália: 2000 e 2009

## Títulos como treinador
Lazio
- Supercopa da Itália: 2017 e 2019
- Copa da Itália: 2018–19

Internazionale
- Supercopa da Itália: 2021, 2022 e 2023
- Copa da Itália: 2021–22 e 2022–23
- Serie A: 2023–24

### Prêmios individuais
- Treinador do Mês da Serie A: dezembro de 2021,[26] outubro de 2023[27] e janeiro de 2024[28]
- Prêmio Enzo Bearzot: 2024[29]
- Melhor Treinador da Serie A: 2023–24[30]
- Panchina d'Oro: 2023–24